# Коронавірусна хвороба 2019 у Косові
Коронавірусна хвороба 2019 у Косові — поширення вірусу територією країни.

## Перебіг подій
13 березня 2020 підтверджено перші два випадки — у 77-річного чоловіка з Вітіни та італійки. Уряд запроваджує карантин у двох містах, де виявлено вірус.
14 березня підтверджено третій випадок: член сім'ї 77-річного чоловіка з Вітіна. Того ж дня підтвердили ще два випадки — у 42-річного чоловіка з Вітії та 37-річної жінки з Малішево. Прем'єр-міністр Косова Альбін Курті запроваджує в цьому регіоні карантин.
15 березня підтверджено чотири випадки коронавірусу, три з Малішево та один із села Думниця в регіоні Подуєво. Міністерство охорони здоров'я просить уряд Косова оголосити надзвичайний стан.
16 березня четверо близьких членів сім'ї 77-річного пацієнта, підтверджено два випадки коронавірусу в пари, що прилетіла з Лондону до Приштини.
18 березня підтверджено зараження у 55-річної жінки з Подуєва.
У ніч проти 19 березня виявлено новий випадок у 46-річного чоловіка із села Яньєво з Ліпляна, який прилетів з Берліну до Приштини за вісім днів до того.
20 березня підтверджено три  випадки.
26 березня — перший випадок одужання, син першої жертви коронавірусу отримав негативний результат у другому тесті. Підтверджено ще чотири випадки із села Студіме е Улєт з Вучитрна, три випадки у столиці Косова Приштині та один випадок у селі Пелуха Лулукші, вночі ще сім нових випадків у Малішево, кількість заражених зросла до 86.
26 березня уряд країни на чолі з Альбіном Курті відправлено у відставку парламентом за відмову ввести надзвичайний стан.
27 березня увечері виявлено два випадки, 28 березня — ще два.
29 березня підтверджено три нові випадки: два з Приштини та один із села Кієве під Малішево.

## Статистика

#### Тестування
| На цьому місці має відображатися графік чи діаграма, однак з технічних причин його відображення наразі вимкнено. Будь ласка, не видаляйте код, який викликає це повідомлення. Розробники вже працюють для того, щоби відновити штатне функціонування цього графіка або діаграми. | |
| | На цьому місці має відображатися графік чи діаграма, однак з технічних причин його відображення наразі вимкнено. Будь ласка, не видаляйте код, який викликає це повідомлення. Розробники вже працюють для того, щоби відновити штатне функціонування цього графіка або діаграми. |

| Муніципалітет           | Інфіковані | Смерті | Одужавші |
| ----------------------- | ---------- | ------ | -------- |
| Малішево                | 39         | 0      | 2        |
| Приштина                | 19         | 0      | 0        |
| Г'їлані                 | 15         | 0      | 1        |
| Камениця                | 12         | 0      | 0        |
| Джяковиця               | 9          | 0      | 2        |
| Вітіна                  | 7          | 0      | 1        |
| Вучитрн                 | 7          | 0      | 0        |
| Подуєво                 | 4          | 1      | 1        |
| Косово Поле             | 3          | 0      | 0        |
| Призрен                 | 3          | 0      | 0        |
| Північна Митровиця      | 2          | 0      | 0        |
| Феріжай                 | 1          | 0      | 0        |
| Кліна                   | 1          | 0      | 1        |
| Ліплян                  | 1          | 0      | 0        |
| Митровиця               | 1          | 0      | 0        |
| Обіліч                  | 1          | 0      | 0        |
| Печ                     | 1          | 0      | 0        |
| Штімлє                  | 1          | 0      | 1        |
| Сува Река               | 1          | 0      | 1        |
| Всього                  | 126        | 1      | 10       |
| Станом на 2 квітня 2020 |            |        |          |